# Estrelinha-de-cabeça-listada
A estrelinha-de-cabeça-listada ou estrelinha-real (Regulus ignicapilla) é uma ave da família Regulidae. É uma das aves mais pequenas da Europa, podendo pesar menos de 5 gramas. A plumagem é esverdeada, destacando-se na cabeça a coroa cor-de-fogo e a lista supraciliar branca. É uma ave muito discreta, que passa facilmente despercebida.
Esta espécie distribui-se pelo centro e sul da Europa e pelo Norte de África. Em Portugal nidifica na maior parte do território a norte do Tejo, mas no Inverno também ocorre na metade sul do país.

## Subespécies

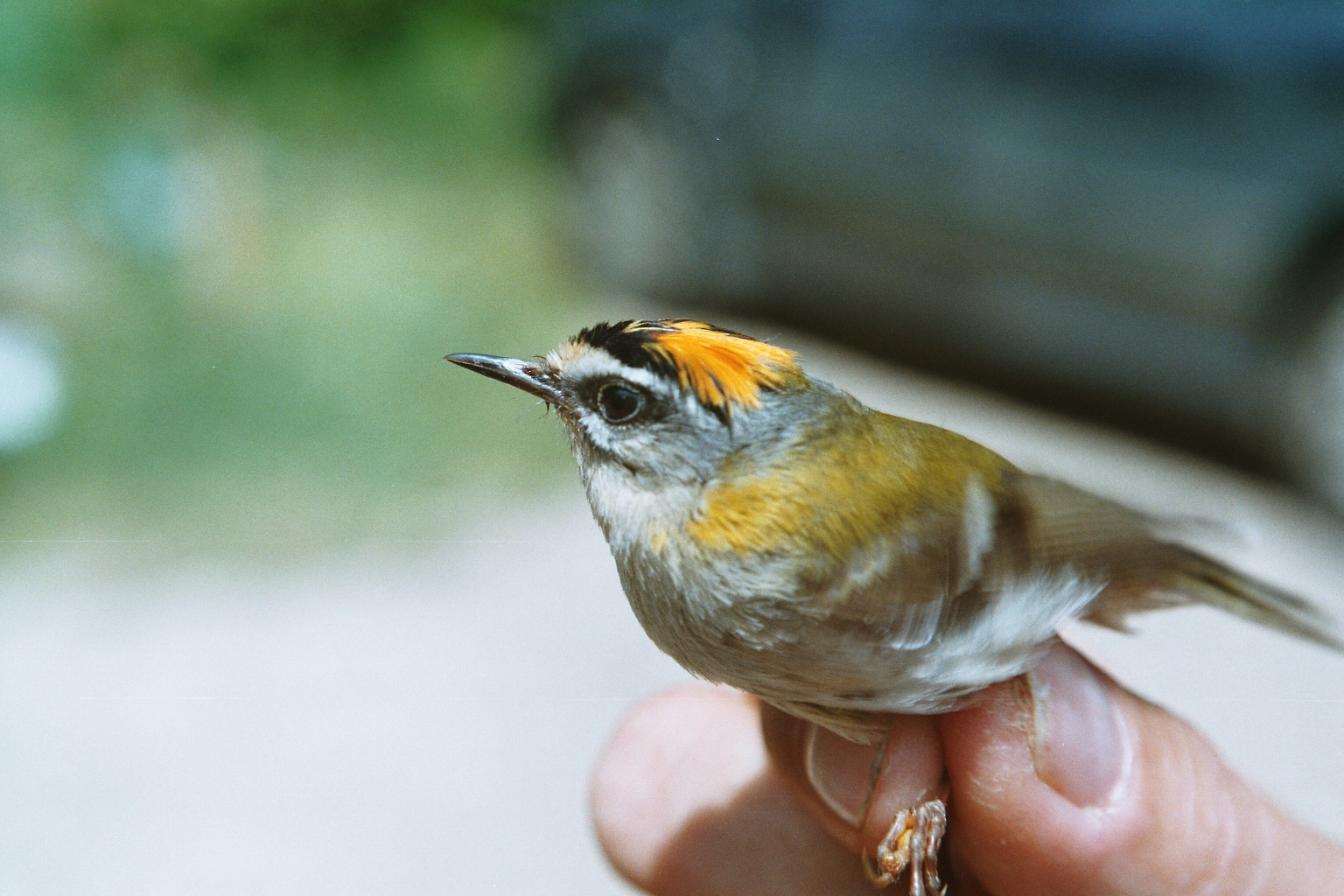
Regulus ignicapilla

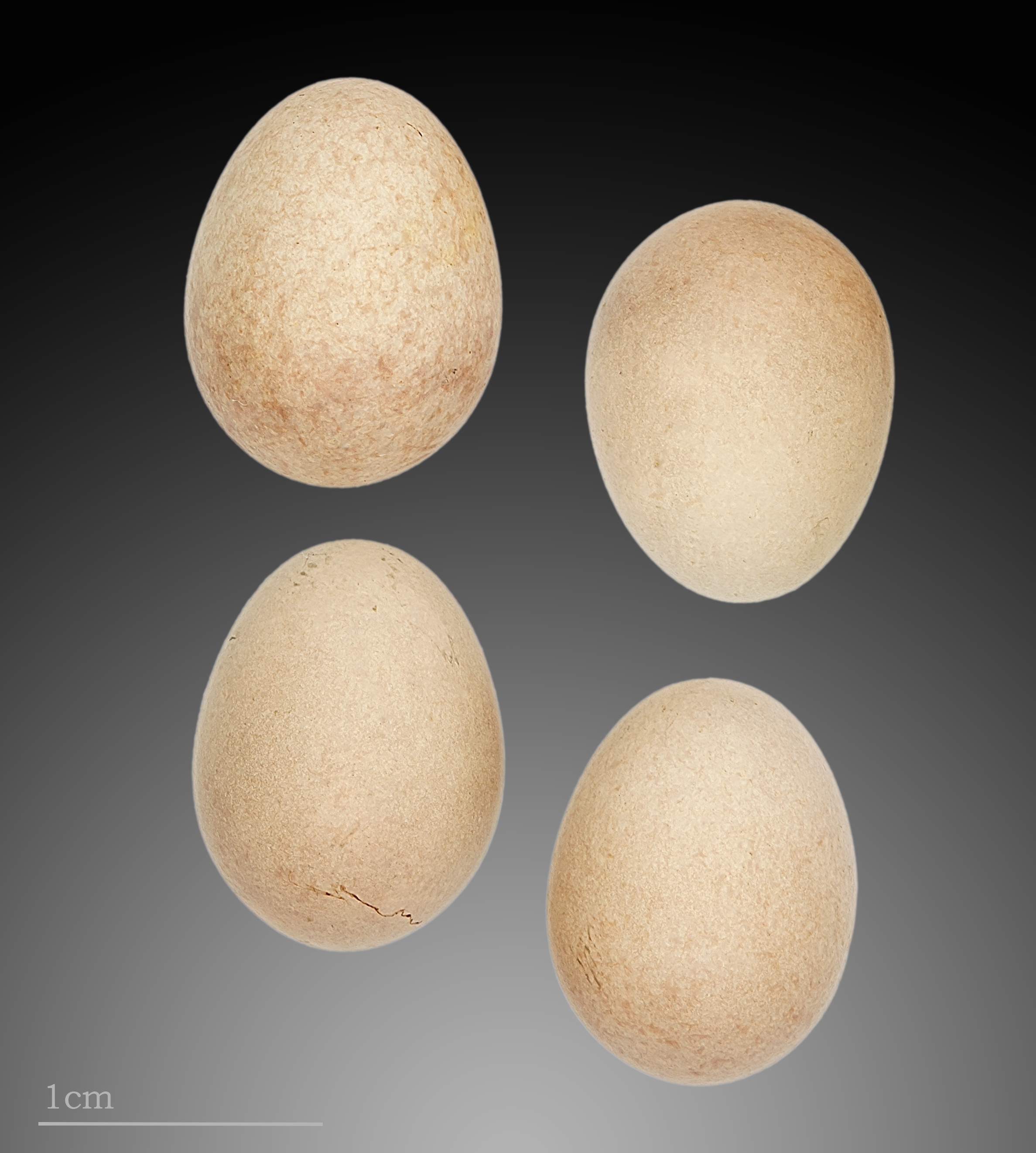
Regulus ignicapilla

São actualmente reconhecidas 2 subespécies de estrelinha-de-cabeça-listada:
- R. i. ignicapilla - Europa, incluindo Córsega, Sardenha e Turquia.
- R. i. balearicus - Ilhas Baleares e Norte de África.